# Vogneve
Vogneve (en (ucraïnès) Вогневе, rus: Огневое) és un poble de la República Autònoma de Crimea a Ucraïna, que el 2014 tenia 161 habitants. Pertany al districte rural de Saki.